# Bank of Namibia
Die Bank of Namibia (BON bzw. BoN) ist die Zentralbank von Namibia und betreibt damit die Währungs- und Geldpolitik für den Namibia-Dollar. Dieser ist eins zu eins an den Südafrikanischen Rand gekoppelt, weshalb auch der Repozinssatz gleich mit dem in Südafrika gehalten werden sollte, damit Geldabfluss vermieden wird.
Die Bank von Namibia wurde 1990 gegründet und wird durch einen Vorstand der Direktoren verwaltet. Dieser besteht aus dem Gouverneur, dem Stellvertretenden Gouverneur, den Permanenten Abgesandten des Finanzministeriums, einem Mitglied des öffentlichen Dienstes und vier weiteren Vertretern der Öffentlichkeit.
Der Hauptsitz der Bank befindet sich in Windhoek, eine Zweigstelle in Oshakati.
Im März 2020 wechselte der Gouverneur Iipumbu Shiimi als Minister in das Finanzministerium. Auf ihn folgte kommissarisch Vizegouverneur Ebson Uanguta auf den Posten des Chefs der Zentralbank. Am 21. April 2020 wurde Johannes ǃGawaxabKlicklaut mit Wirkung zum 1. Juni 2020 ins Gouverneursamt berufen. Zum 1. Januar 2022 wurden beide für weitere fünf Jahre im Amt bestätigt und zusätzlich Leonie Dunn als zweite Vize berufen.